# KDMR
KDMR es una emisora de radio situada en Kansas City, Misuri, que emite en 1190 kHz AM para el Área metropolitana de Kansas City. La estación es operada por la empresa Catholic Radio Network, Inc.

## Historia
La estación salió al aire como KAYQ y tocaba música Country durante varios años.
El 20 de diciembre de 1978, la estación cambió su distintivo a KJLA bajo la operación de Wilton "Chip" Osborn como propietario/gerente general, y la emisora transmitía música disco de 24 horas hasta que el fenómeno de la música se desvaneció en 1980. Incluso los noticieros tenían un música disco en el fondo. KJLA cambió a "The Music of Your Life" en el otoño de 1981 y sacó los noticieros locales - Sin embargo, varios meses después, la estación recibió un premio nacional del Associated Press por su cobertura del colapso mortal en una pasarela del Hyatt Regency, ocurrido el 17 de julio de 1981.
El 12 de octubre de 1992 el indicativo de la emisora cambió a KFEZ, y el 3 de marzo de 1997 fue cambiado de nuevo al actual KPHN. Previo a su afiliación a Radio Disney, KPHN transmitió Noticias de negocios.
El 31 de julio de 2013, KPHN dejó de emitir programación, quedando la estación en silencio. En abril de 2014, Disney vendió la estación a la empresa Catholic Radio Network (una Organización sin ánimo de lucro de Misuri).
Después de casi un año KPHN volvió a al aire el 25 de julio de 2014.